# Vorwegvergütung
Eine Vorwegvergütung bezeichnet eine Geldzahlung, die ein Gesellschafter einer Gesellschaft ausgezahlt bekommt, bevor es zur eigentlichen Verteilung des Gewinnes kommt. Ein Beispiel ist das Gehalt des Geschäftsführers einer OHG: Hierbei handelt es sich gerade nicht um Gehalt im Sinne von Einkünften aus nichtselbständiger Arbeit, sondern um einen Anteil am Gewinn der Gesellschaft (Einkünfte aus Gewerbebetrieb), den der Gesellschafter aufgrund seiner Geschäftsführungstätigkeit erhält, bevor der Rest des Gewinnes gleichmäßig an alle Gesellschafter verteilt wird.